# Holoparamecus piliger
Holoparamecus piliger is een keversoort uit de familie zwamkevers (Endomychidae). De wetenschappelijke naam van de soort werd in 1993 gepubliceerd door Wolfgang H. Rücker.